# اوسوکا، شیزوئوکا
اوسوکا، شیزوئوکا (به لاتین: Ōsuka, Shizuoka) یک منطقهٔ مسکونی در ژاپن است که در ناحیه چوبو واقع شده‌است. اوسوکا ۱۲٬۳۶۹ نفر جمعیت دارد.